# Maluda
Maria de Lourdes Ribeiro, conhecida por Maluda (Goa Norte, Pangim, 15 de novembro de 1934 — Lisboa, 10 de fevereiro de 1999) foi uma pintora portuguesa que recebeu a Ordem do Infante Henrique 
Sua obra se baseava principalmente em retratos, visões das cidades, nomeadamente na pintura de paisagens urbanas, janelas e vários outros elementos arquitectónicos.

## Biografia
Maluda nasceu na cidade de Pangim, no estado de Goa, no então Estado Português da Índia. Começou na pintura como retratista autodidata ainda em Lourenço Marques (actual Maputo), onde viveu a partir de 1948. Foi lá que formou, com Garizo do Carmo, João Paulo e João Aires o grupo de pintura "Os Independentes", que expôs colectivamente em 1961, 1962 e 1963. Em 1963 obteve uma bolsa de estudos da Fundação Calouste Gulbenkian e viajou para Portugal, onde trabalhou com o mestre Roberto de Araújo em Lisboa.
Entre 1964 e 1967 viveu em Paris, como bolseira da Gulbenkian. Aí trabalhou na Academia de la Grande Chaumière com os mestres Jean Aujame e Michel Rodde. Durante a sua estadia em Paris conviveu com outros artistas, entre eles Maria Helena Vieira da Silva e Arpad Seznes. Foi nessa altura que se interessou pelo retrato e por composições que fazem a síntese da paisagem urbana, com uma paleta de cores muito característica e uma utilização brilhante da luz, que conferem às suas obras uma identidade muito própria e inconfundível. Pintou os retratos de Ana Zanatti, Amália Rodrigues, Aquilino Ribeiro, Mário Soares, Álvaro Cunhal, entre outros. 
Em 1969 realizou a sua primeira exposição individual na galeria do Diário de Notícias, em Lisboa.  Em 1973 realizou uma grande exposição individual na Fundação Gulbenkian, que obteve grande sucesso, registando cerca de 15.000 visitantes e lhe deu grande notoriedade a partir de então. Entre os anos de 1976 e 1978 foi novamente bolseira da Fundação Gulbenkian, estudando em Londres e na Suíça. A partir de 1978 dedicou-se também à temática das janelas, procurando utilizá-las como metáfora da composição público-privado. Em 1979 recebeu o "Prémio de Pintura" da Academia Nacional de Belas Artes de Lisboa. Nesse ano realizou ainda uma exposição na Fundação Gulbenkian em Paris.
O seu livro “Maluda” com préfacio de Maria Helena Vieira da Silva é publicado em 1981. 
A partir de 1985, Maluda foi convidada para fazer várias séries de selos para os CTT. Dois selos da sua autoria ganharam, na World Government Stamp Printers Conference, em Washington, D.C., em 1987 e em Périgueux (França), em 1989, o "Prémio mundial" para o melhor selo. 
Em 1994 recebeu o prestigiado "Prémio Bordalo Pinheiro", atribuído pela Casa da Imprensa. No âmbito da "Lisboa Capital da Cultura", realizou uma exposição individual no Centro Cultural de Belém em Lisboa.
A 13 de outubro de 1998 foi agraciada pelo Presidente da República Jorge Sampaio com o grau de Grande-Oficial da Ordem do Infante D. Henrique, ao mesmo tempo que realizou a sua última exposição individual, "Os selos de Maluda", patrocinada pelos CTT. 
Maluda morreu em Lisboa a 10 de fevereiro de 1999, aos 64 anos, vítima de cancro do pâncreas.  O seu corpo foi enterrado no Talhão dos Artistas do Cemitério dos Prazeres, em Lisboa. 
Em testamento, a artista instituiu o "Prémio Maluda de Pintura" que, durante alguns anos, foi atribuído pela Sociedade Nacional de Belas-Artes.  Receberam este prémio as pintoras Ana Vidigal (1999), Cristina Valadas (2000), Fátima Mendonça (2001). 
Em 2001, o crítico de arte português, José-Augusto França elegeu seu quadro "Portel" (de 1986) como um dos "100 Quadros Portugueses do Século XX".
Em 2007, a Rua 1 bairro da Quinta do Grafanil em Lisboa passou a se chamar Rua Maluda em sua homenagem.
Em 2009 foi publicado um livro que assinala a passagem do décimo aniversário da sua morte, reunindo a quase totalidade da sua vasta obra e que contou com o Alto Patrocínio do Presidente da República portuguesa.  No mesmo ano, a Assembleia da República, em Lisboa, homenageou-a com uma grande exposição retrospectiva.

## Prêmios
- 1979 - Prémio de Pintura da Academia Nacional de Belas Artes, de Lisboa
- 1989 - Prêmio de Melhor Selo do Mundo do World Government Stamp Printers Conference, pela série Quiosques de Lisboa
- 1994 - Prémio Bordalo Pinheiro, da Casa da Imprensa
- 1998 - Honraria Ordem do Infante D. Henrique, pelo então Presidente da República Jorge Sampaio

## Obra
Embora experimentando vários géneros, incluindo retratos, serigrafias, tapeçarias, cartazes, painéis murais, ilustrações e selos de correio.  O cerne principal da pintura de Maluda está muito voltado para a síntese da paisagem urbana, no que a sua arte, segundo Pamplona, segue, conceptualmente, Paul Cézanne (1839-1906), o mestre do Impressionismo. Ou, como escreveu Fernando Pernes, a sua arte representa «um sistemático decantamento da experiência cezanneana». 
Os quadros que pintava eram baseados principalmente nas cidades, nomeadamente na pintura de paisagens urbanas, janelas e vários outros elementos arquitectónicos.  A notoriedade das suas obras pictóricas aparentemente mais simples (algumas utilizadas em selos oficiais por encomenda dos Correios portugueses), ao mesmo tempo que a promovia a uma das mais populares pintoras portuguesas das últimas décadas do século XX artístico português, também teve o efeito negativo de encobrir uma vasta obra de criação gráfica mais complexa.
Na sua carreira, Maluda efectuou 24 exposições individuais e está representada em vários museus, entre os quais os da Fundação Calouste Gulbenkian e do Centro Cultural de Belém mas também em várias colecções particulares em Portugal e noutros países. 